# Iridopsis gaujoni
Iridopsis gaujoni là một loài bướm đêm trong họ Geometridae.